# Courage kontra Crehan ügy
A Courage kontra Crehan ügy a római szerződés 85.cikke (a mai Európai Unió működéséről szóló szerződés 101.cikke) alapján vizsgálja a sörre vonatkozó kizárólagos beszerzési megállapodás kapcsán, a szerződésben részt vevő egyik fél kártérítéshez való jogát.
Az ügy során a Court of Appeal jogértelmezési kérdések megválaszolása érdekében az Európai Unió Bíróságához fordult. Az előzetes döntéshozatali eljárás során hozott ítélet hivatkozási alapot teremtett az Európai Unió tagállamai számára, a kártérítésre vonatkozó versenyjogi esetek elbírálásában.

## Az alapügy tényállása
1990-ben az Egyesült Királyság söreladási piacán 19%-os részesedéssel rendelkező Courage sörgyár valamint a Grand Metropolitan társaság, amely különböző érdekeltségekkel rendelkezett a szállodaiparban és vendéglátásban, megegyeztek abban, hogy egyesítik bérbe adott italüzleteiket. E célból saját italboltjaikat átruházták az Inntrepreneur Estates Ltd.-re (továbbiakban:IEL), melyben egyenlő részesedéssel rendelkeztek.
Az IEL és a Courage között született megállapodás előírta, hogy az IEL által kiadott italüzletek bérlői csak a Courage-tól szerezhetik be az általuk kínált sört. Ennek értelmében pedig a Courage köteles volt, a megrendelt mennyiséget az IEL által bérbe adott italboltokra vonatkozó árjegyzékben meghatározott áron szállítani.
1991-ben Bernard Crehan két, húsz évre szóló bérleti szerződést kötött az IEL-lel, amelyben szintén kikötötték a Courage-tól való beszerzési kötelezettséget.

## A kereset benyújtása
1993-ban Courage, az alapeljárás felperese, keresetet nyújtott be a bíróságon, amelyben kérte, hogy Bernard Crehan, az alapeljárás alperese, fizessen meg a részére 15 266 font (GBP) összeget ki nem fizetett, de teljesített sörszállításért.

Bernard Crehan, az alperes, vitatta a kereset megalapozottságát, arra hivatkozva, hogy a beszerzési kötelezettség ellentétes volt a római szerződés 85.cikkével (a mai Európai Unió működéséről szóló szerződés 101.cikkével), melynek első bekezdése kimondja : 

„A közös piaccal összeegyeztethetetlen és tilos minden olyan vállalkozások közötti megállapodás, vállalkozások társulásai által hozott döntés és összehangolt magatartás, amely hatással lehet a tagállamok közötti kereskedelemre, és amelynek célja vagy hatása a közös piacon belüli verseny megakadályozása, korlátozása vagy torzítása, így különösen: a) a beszerzési vagy eladási árak, illetve bármely egyéb üzleti feltétel közvetlen vagy közvetett rögzítése;
b) a termelés, az értékesítés, a műszaki fejlesztés vagy a befektetés korlátozása vagy ellenőrzése;
c) a piacok vagy a beszerzési források felosztása;
d) egyenértékű ügyletek esetén eltérő feltételek alkalmazása az üzletfelekkel szemben, ami által azok hátrányos versenyhelyzetbe kerülnek;
e) a szerződések megkötésének függővé tétele olyan kiegészítő kötelezettségeknek a másik fél részéről történő vállalásától, amelyek sem természetüknél fogva, sem a kereskedelmi szokások szerint nem tartoznak a szerződés tárgyához.”

A szerződés ezen cikke alapján Bernard Crehan nem csak a beszerzési kötelezettség versenyellenességre hivatkozott, hanem arra is, hogy a Courage , az IEL kizárólagossági záradék által kötött italbérlőire alkalmazott árjegyzékben található árnál jelentősen alacsonyabb áron értékesítette a sört a független italbérlők számára, melynek eredményeként a záradék által kötött kereskedők jövedelmezősége csökkent.
Crehan ezen érvelése értelmében viszontkeresetet is benyújtott a kártérítési követelése iránt.

## Az előzetes döntéshozatali eljárás
A Court of Appeal-t több indok is késztette arra, hogy az ügy kapcsán, előzetes döntéshozatal céljából, kérdéseket terjesszen az Európai Unió Bírósága elé. Elsődleges indok volt, hogy a közösségi normákkal teljes mértékben összeegyeztethető ítélet szülessen, emellett a kérdést előterjesztő bíróság azt állapította meg, hogy az angol jog nem teszi lehetővé, hogy egy jogellenes szerződést megkötő fél a másik féltől kártérítést követeljen. Következtetésképpen még ha el is lehet ismerni a Bernard Crehan által a saját védelmére előterjesztett jogalap – amely szerint az általa megkötött bérleti szerződés ellentétes a római szerződés 85.cikkével- megalapozottságát , az angol jog alapján a kártérítés iránti keresetet eljárásgátló ok fennállása miatt el kell utasítani. Így a Court of Appeal felvetette azon eljárásgátló ok közösségi joggal való összeegyeztethetőségének kérdését, amely nem teszi lehetővé Bernard Crehan kártérítési követelését.
A nemzeti bíróság tehát úgy határozott, hogy az eljárást felfüggeszti, és a következő kérdéseket terjeszti az Európai Unió Bírósága elé:

„1) A római szerződés 85. cikkét úgy kell értelmezni , hogy a jogellenes kizárólagossági záradékot tartalmazó, italkereskedésre vonatkozó bérleti szerződésben részt vevő szerződő fél hivatkozhat a bírói védelemben való részesülés érdekében a 85. cikkre a másik féllel szemben?
2)Az első kérdésre adott igenlő válasz esetén a bírói védelmet kérő fél jogosult-e a 85. cikkel ellentétes szerződési záradék betartatásából eredő állítólagos kárának megtérítésére?
3)Összeegyeztethető-e a közösségi joggal az olyan nemzeti jogi szabály, amelynek értelmében a bíróságok nem engedhetik meg, hogy valamely személy saját jogellenes magatartására hivatkozzon , és/vagy arra – a kártérítés megszerzéséhez szükséges lépésként- jogot alapítson?
4)Ha a harmadik kérdésre adott válasz az, hogy az ilyen szabály bizonyos körülmények között összeegyeztethetetlen lehet a közösségi joggal, milyen körülményeket kell a nemzeti bíróságnak figyelembe venni?”

## A kérdésekre adott válaszok
Az első kérdésre adott válasz során az Európai Unió Bírósága kimondta, hogy a római szerződés 85. cikkének (1) bekezdése közvetlen hatállyal bír a magánszemélyek között, és jogokat keletkeztet az érintett személyekre vonatkozóan, amelyeket a nemzeti bíróságnak biztosítania kell. Ebből következik, hogy minden minden magánszemélynek joga van a nemzeti bíróság előtt hivatkozni a római szerződés 85. cikkének megsértésére, akkor is ha olyan szerződésben részt vevő fél, amely szerződés rendelkezése alkalmas arra, hogy a versenyt korlátozza vagy torzítsa. Ezen jogok érvényesülésének biztosítása a nemzeti bíróságok feladata.
A második kérdésben megfogalmazott jogvédelmet tekintve, Európai Unió Bírósága úgy határozott, hogy a római szerződés teljes érvényesülését kockáztatná, ha nem igényelhetne bármely személy kártérítést. Ezen jog lényegében megerősíti a közösségi versenyjogi szabályok hatékonyságát, és gyengíti azokat a gyakran rejtett megállapodásokat vagy gyakorlatokat, amelyek alkalmasak arra, hogy a versenyt korlátozzák vagy torzítsák. Ebből a szempontból a nemzeti bíróságok előtti kártérítési keresetek jelentősen hozzájárulhatnak a Közösségen belüli hatékony verseny fenntartásához. Így ilyen körülmények között nem lehet kizárni, hogy a keresetet egy versenyszabályokkal ellentétes szerződésben részt vevő fél indítsa.
A harmadik kérdés megválaszolása során, a nemzeti jogszabály összeegyeztethetőségével kapcsolatban az Európai Unió Bírósága úgy ítélkezett, hogy a vonatkozó közösségi jogszabály hiányában, a közösségi jog közvetlen hatályára alapított jogok védelmét a jogalanyok számára biztosító keresetek eljárási szabályainak kialakítása az egyes tagállamok nemzeti jogrendszerének feladata. Abban az esetben, ha a szabályok megalkotásánál tiszteletben tartják az egyenértékűség és a hatékony érvényesülés elvét, nem lehet a közösségi joggal ellentétes az a jogszabály, amely a szerződő féltől, akiről megállapították, hogy jelentős felelősség terheli a verseny torzításában, megtagadja azt a jogot, hogy a másik féltől kártérítésben részesüljön.
A negyedik kérdésre adott válaszában az Európai Unió Bírósága meghatározta azokat a feltételeket, körülményeket, melyeket a nemzeti bíróságoknak a jogszabályok megalkotásakor és alkalmazásakor figyelembe kell vennie, a közösségi joggal való összeegyeztethetőség érdekében. Ennek értelmében a nemzeti bíróságoknak szükséges a szerződésben részt vevő felek jogi és gazdasági hátterét, valamint magatartását és alkuerejét vizsgálni.

## Konklúzió
A Európai Unió Bírósága a Courage kontra Crehan ügyben hozott 2001-es ítéletében megerősítette, hogy a közösségi trösztellenes szabályok megsértésének áldozata, akár a szerződésben részt vevő fél, amennyiben a jogviszony gyengébbik fele volt, jogosult kártérítés követelésére, és a jogorvoslat hatékony rendszerét lehetővé tevő eljárási keretekről a tagállamoknak kell gondoskodniuk.